# Lista planetelor minore: 62001–63000
| Nume                                            | Denumire provizorie                             | Data descoperirii                               | Locul descoperirii                              | Descoperitor(i)                                 |                                                 |                                                 |                                                 |                                                 |                                                 |                                                 |                                                 |                                                 |                                                 |                                                 |                                                 |                                                 |                                                 |                                                 |                                                 |                                                 |                                                 |                                                 |                                                 |                                                 |                                                 |                                                 |                                                 |                                                 |                                                 |                                                 |                                                 |                                                 |                                                 |                                                 |                                                 |                                                 |                                                 |                                                 |                                                 |                                                 |                                                 |                                                 |                                                 |                                                 |                                                 |                                                 |                                                 |                                                 |                                                 |
| 62001–62100 Lista planetelor minore/62001–62100 | 62001–62100 Lista planetelor minore/62001–62100 | 62001–62100 Lista planetelor minore/62001–62100 | 62001–62100 Lista planetelor minore/62001–62100 | 62001–62100 Lista planetelor minore/62001–62100 | 62101–62200 Lista planetelor minore/62101–62200 | 62101–62200 Lista planetelor minore/62101–62200 | 62101–62200 Lista planetelor minore/62101–62200 | 62101–62200 Lista planetelor minore/62101–62200 | 62101–62200 Lista planetelor minore/62101–62200 | 62201–62300 Lista planetelor minore/62201–62300 | 62201–62300 Lista planetelor minore/62201–62300 | 62201–62300 Lista planetelor minore/62201–62300 | 62201–62300 Lista planetelor minore/62201–62300 | 62201–62300 Lista planetelor minore/62201–62300 | 62301–62400 Lista planetelor minore/62301–62400 | 62301–62400 Lista planetelor minore/62301–62400 | 62301–62400 Lista planetelor minore/62301–62400 | 62301–62400 Lista planetelor minore/62301–62400 | 62301–62400 Lista planetelor minore/62301–62400 | 62401–62500 Lista planetelor minore/62401–62500 | 62401–62500 Lista planetelor minore/62401–62500 | 62401–62500 Lista planetelor minore/62401–62500 | 62401–62500 Lista planetelor minore/62401–62500 | 62401–62500 Lista planetelor minore/62401–62500 | 62501–62600 Lista planetelor minore/62501–62600 | 62501–62600 Lista planetelor minore/62501–62600 | 62501–62600 Lista planetelor minore/62501–62600 | 62501–62600 Lista planetelor minore/62501–62600 | 62501–62600 Lista planetelor minore/62501–62600 | 62601–62700 Lista planetelor minore/62601–62700 | 62601–62700 Lista planetelor minore/62601–62700 | 62601–62700 Lista planetelor minore/62601–62700 | 62601–62700 Lista planetelor minore/62601–62700 | 62601–62700 Lista planetelor minore/62601–62700 | 62701–62800 Lista planetelor minore/62701–62800 | 62701–62800 Lista planetelor minore/62701–62800 | 62701–62800 Lista planetelor minore/62701–62800 | 62701–62800 Lista planetelor minore/62701–62800 | 62701–62800 Lista planetelor minore/62701–62800 | 62801–62900 Lista planetelor minore/62801–62900 | 62801–62900 Lista planetelor minore/62801–62900 | 62801–62900 Lista planetelor minore/62801–62900 | 62801–62900 Lista planetelor minore/62801–62900 | 62801–62900 Lista planetelor minore/62801–62900 | 62901–63000 Lista planetelor minore/62901–63000 | 62901–63000 Lista planetelor minore/62901–63000 | 62901–63000 Lista planetelor minore/62901–63000 | 62901–63000 Lista planetelor minore/62901–63000 | 62901–63000 Lista planetelor minore/62901–63000 |
| ----------------------------------------------- | ----------------------------------------------- | ----------------------------------------------- | ----------------------------------------------- | ----------------------------------------------- | ----------------------------------------------- | ----------------------------------------------- | ----------------------------------------------- | ----------------------------------------------- | ----------------------------------------------- | ----------------------------------------------- | ----------------------------------------------- | ----------------------------------------------- | ----------------------------------------------- | ----------------------------------------------- | ----------------------------------------------- | ----------------------------------------------- | ----------------------------------------------- | ----------------------------------------------- | ----------------------------------------------- | ----------------------------------------------- | ----------------------------------------------- | ----------------------------------------------- | ----------------------------------------------- | ----------------------------------------------- | ----------------------------------------------- | ----------------------------------------------- | ----------------------------------------------- | ----------------------------------------------- | ----------------------------------------------- | ----------------------------------------------- | ----------------------------------------------- | ----------------------------------------------- | ----------------------------------------------- | ----------------------------------------------- | ----------------------------------------------- | ----------------------------------------------- | ----------------------------------------------- | ----------------------------------------------- | ----------------------------------------------- | ----------------------------------------------- | ----------------------------------------------- | ----------------------------------------------- | ----------------------------------------------- | ----------------------------------------------- | ----------------------------------------------- | ----------------------------------------------- | ----------------------------------------------- | ----------------------------------------------- | ----------------------------------------------- |

| Predecesor: 61001–62000 | Lista planetelor minore 62001–63000 Semnificații ale numelor: 62001–63000 | Succesor: 63001–64000 |